# 宇宙科学技術館

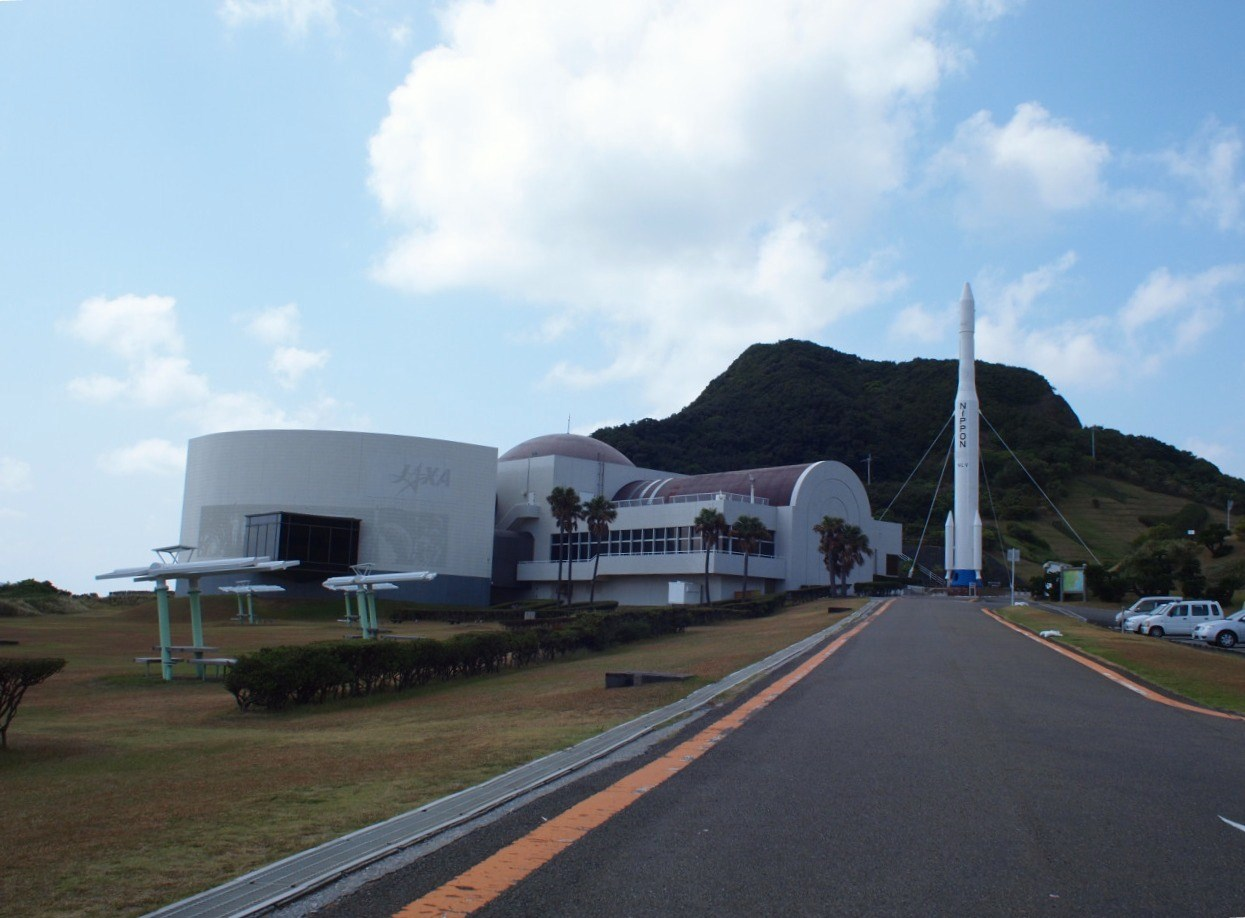
宇宙科学技術館の外観

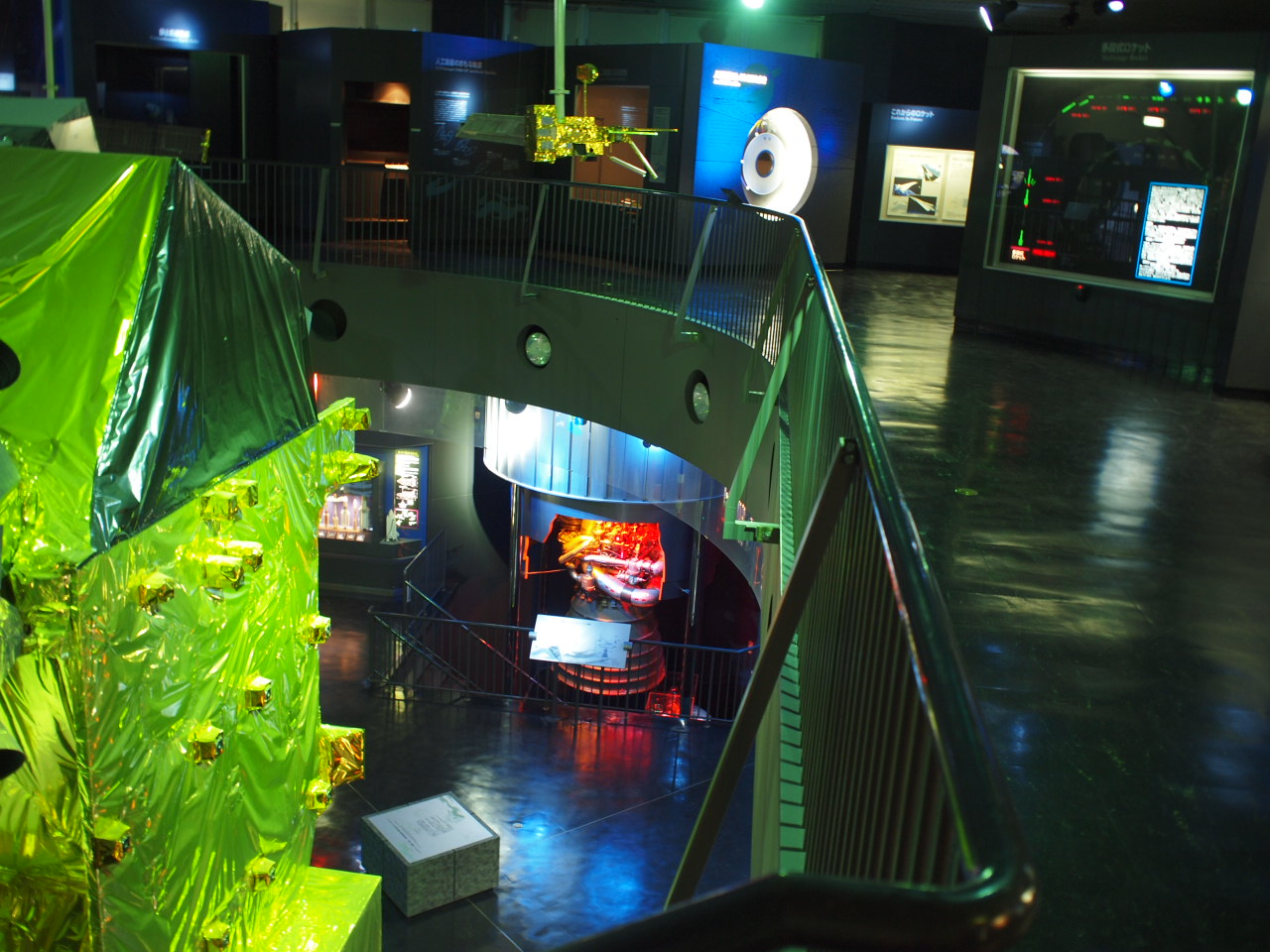
館内展示

宇宙科学技術館（うちゅうかがくぎじゅつかん）は、種子島にある宇宙航空研究開発機構（JAXA）種子島宇宙センター内にある施設である。1979年（昭和54年）8月に宇宙開発展示館として開館した。その後、1997年（平成9年）3月26日に、「きぼう」日本実験棟（JEM）の実物大模型や宇宙情報センターを増設するなど一新され、名称も宇宙科学技術館に改められた。2017年（平成29年）3月26日にも改装が行われ一新されている。

## 利用情報
- 入館料：無料
- 開館時間：9時30分 - 17時00分（7 - 8月は9時30分 - 17時30分）
- 休館日：毎週月曜日（月曜日が祝祭日の場合は火曜日。8月は原則無休）
年末年始（12月29日 - 1月1日）
ロケットの打ち上げ時は、関係者以外は宇宙センターに立ち入ることはできないため。

## ツアー
宇宙センターの施設を専任ガイドによる解説を聞きながら、見て回る施設案内ツアーがある。総合指令室・大崎第一事務所・大型ロケット発射場の見学ができ、所要時間が1時間15分。